# Empuje vectorial

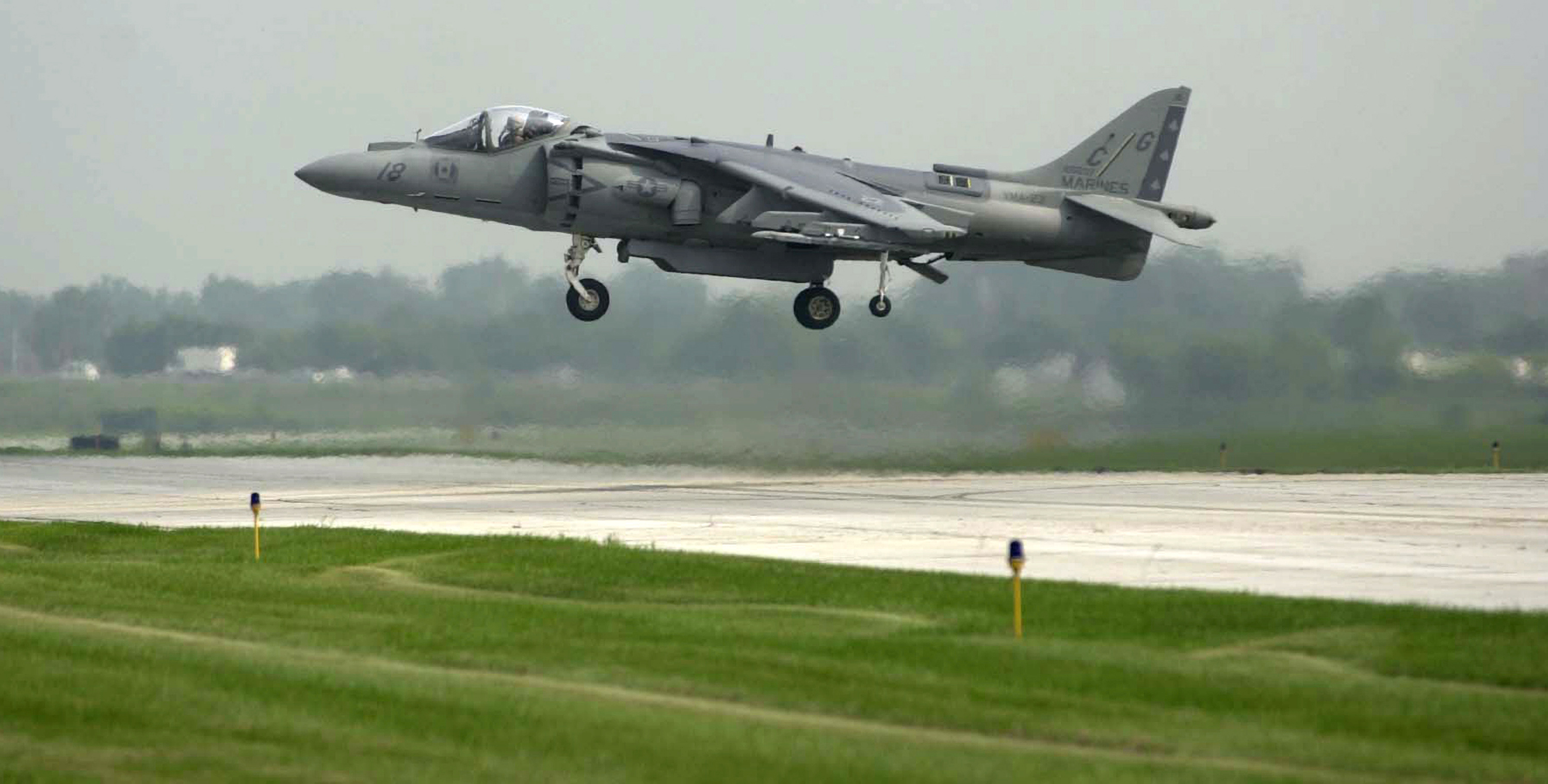
Un Harrier, primer caza a reacción con empuje vectorial del mundo en estado operacional.

Empuje vectorial en cohetes y misiles.

El empuje vectorial es la capacidad de una aeronave u otro vehículo para dirigir el empuje de su motor en una dirección distinta a la paralela al eje longitudinal del vehículo. La técnica era originalmente pensada para proporcionar empuje vertical hacia arriba como una manera de darle a un avión la capacidad de despegues y aterrizajes verticales (VTOL) o cortos (STOL). Como consecuencia, se descubrió que usando empuje vectorial en situaciones de combate permite a la aeronave realizar varias maniobras que no son posibles con aeronaves de motores convencionales. Para realizar los giros, una aeronave que no dispone de empuje vectorial sólo cuenta con las superficies estabilizadoras de control, como los alerones o flaps; con empuje vectorial todavía debe usar las superficies de control, pero en menor grado.

## Lista de aeronaves con empuje vectorial
El empuje vectorial principalmente puede conllevar dos beneficios: capacidad V/STOL, y mayor maniobrabilidad. Las aeronaves normalmente están optimizadas para aprovechar al máximo uno de los beneficios, aunque también se beneficiará del otro.

### Para capacidadV/STOL

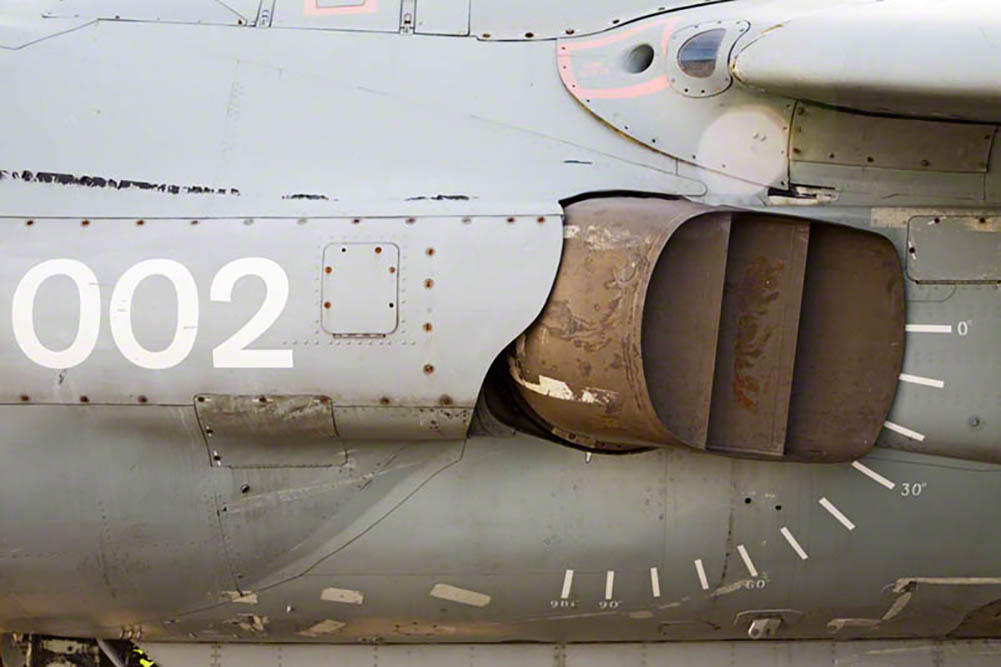
Una de las toberas orientables del Harrier.

- Armstrong Whitworth AW.681 (cancelado)
- Bell Boeing V-22 Osprey
- Boeing X-32 (cancelado)
- Dornier Do 31 (cancelado)
- EWR VJ 101 (cancelado)
- Harrier
  - Hawker Siddeley Harrier
  - BAE Sea Harrier
  -  Boeing/BAE AV-8B Harrier II
  - BAE/Boeing Harrier II
- Lockheed Martin F-35B Lightning II
- VFW VAK 191B
- Yakovlev Yak-38
- Yakovlev Yak-141

### Para maniobrabilidad superior

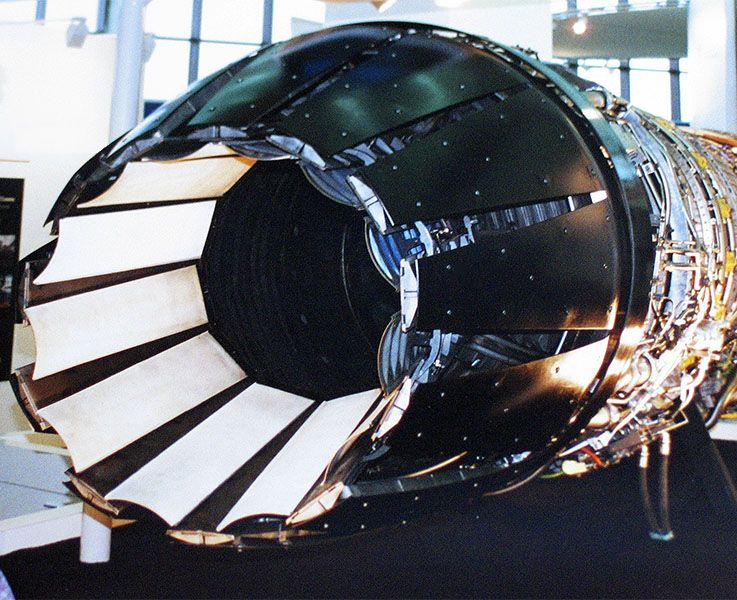
La tobera GE Axisymmetric Vectoring Exhaust, usada en el F-16 MATV.

#### Con toberas orientables en 2 dimensiones (eje decabeceo)
- Lockheed Martin F-22 Raptor
- McDonnell Douglas F-15S/MTD
- McDonnell Douglas X-36. Solo guiñada.[1]
- Sukhoi Su-30MKI
- Sukhoi Su-35
- Chengdu J-10 cuando va equipado con los nuevos motores rusos AL-31FN.
- Me 163A. Usa un timón orientable por cohete para el eje de guiñada.
- Boeing X-32.[1]

#### Con toberas orientables en 3 dimensiones (ejes decabeceoyguiñada)
- McDonnell Douglas F-18 HARV
- Medium Combat Aircraft[2] (aún sin confirmarse si será 2D o 3D)
- Mitsubishi ATD-X
- Mikoyan Project 1.44
- Mikoyan MiG-29OVT (MiG-35)
- Rockwell-MBB X-31
- Ryan X-13 Vertijet
- Sukhoi Su-35BM
- Sukhoi Su-37
- Sukhoi Su-47
- X-44 MANTA
- Sukhoi Su-57

### Otros
- Zeppelin NT. Dirigible moderno de empuje vectorial.